# Dzień Ukraińskiej Państwowości

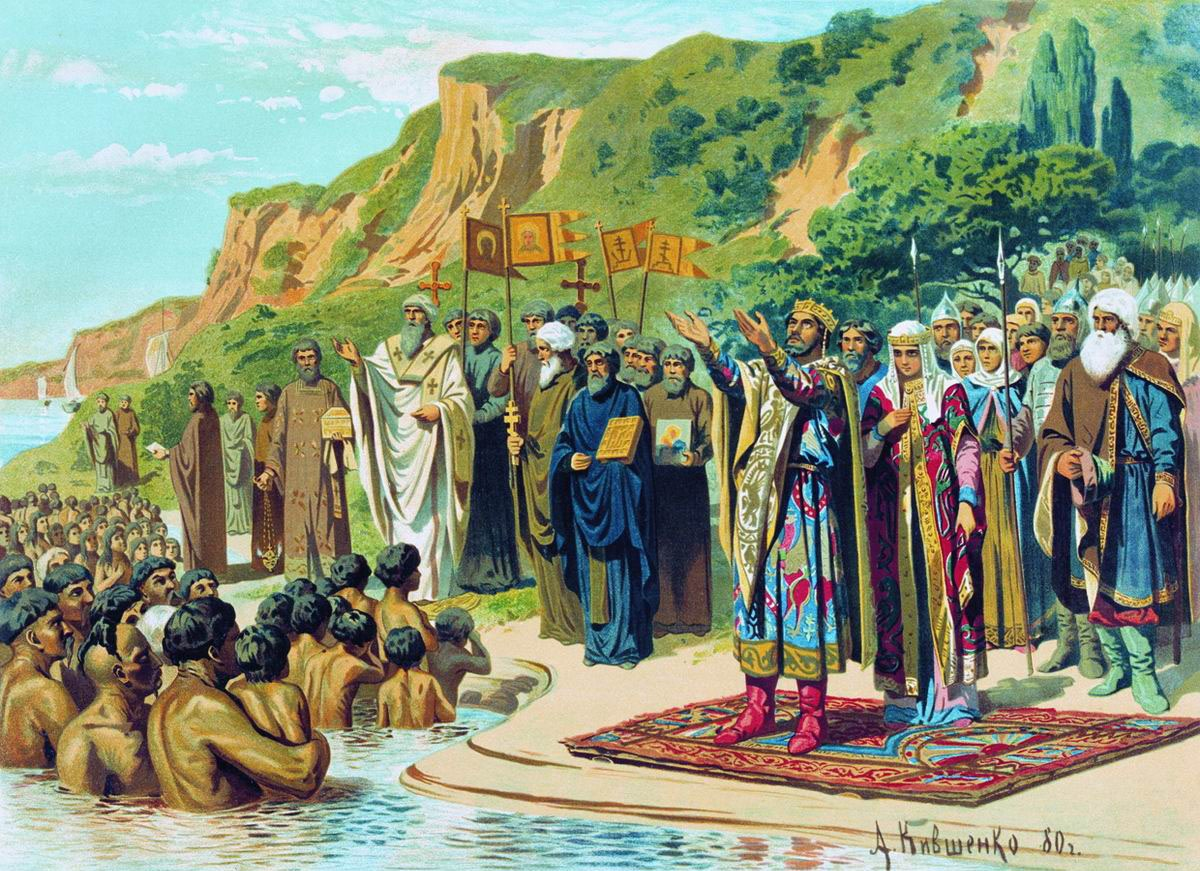
Chrzest Rusi na obrazie Ołeksija Kywszenki

Dzień Ukraińskiej Państwowości (ukr. День Української Державності) – święto państwowe obchodzone na Ukrainie 15 lipca.
Pierwotnie Dzień Ukraińskiej Państwowości obchodzony był 28 lipca w rocznicę Chrztu Rusi.

## Historia
5 lutego 2018 roku grupa inicjatywna, w skład której weszli: Bohater Ukrainy Łewko Łukjanenko, byli prezydenci Ukrainy Łeonid Krawczuk, Łeonid Kuczma i Wiktor Juszczenko, przewodniczący Rady Najwyższej Ukrainy Andrij Parubij, wicepremier Stepan Kubiw, redaktor naczelny gazety Rady Najwyższej Ukrainy „Hołos Ukrainy” Anatolij Horłow, akademicy Narodowej Akademii Nauk Ukrainy Rusłan Stefanczuk i Ołeksandr Swiatocki, prof. Wołodymyr Serhijczuk, a także osoby publiczne Bohdan Morklianik i Jurij Bałaniuk, po raz pierwszy zaproponowała świętowanie Dnia Ukraińskiej Państwowości na szczeblu państwowym. Dyskusje odbywały się w Domu Rządowym.
16 lutego 2018 roku byli prezydenci Krawczuk, Kuczma i Juszczenko wystąpili do narodu i parlamentu z inicjatywą ustanowienia Dnia Ukraińskiej Państwowości.
Święto pierwotnie ustanowiono na 28 lipca dekretem prezydenta Ukrainy Wołodymyra Zełenskiego z 24 sierpnia 2021 roku, podpisanym podczas obchodów trzydziestolecia niepodległości Ukrainy. W swoim przemówieniu na uroczystym posiedzeniu Rady Najwyższej Zełenski zapowiedział również, że przedstawi projekt ustawy, zgodnie z którą Dzień Ukraińskiej Państwowości stanie się dniem wolnym od pracy. Projekt ustawy został przedstawiony 25 sierpnia pod numerem rejestracyjnym 5864. Rada Najwyższa Ukrainy przyjęła go 31 maja 2022 roku: „za” głosowało 257 deputowanych ludowych. Ustawa weszła w życie 9 czerwca 2022 roku.
25 lipca 2022 roku Ministerstwo Kultury i Polityki Informacyjnej Ukrainy opublikowało koncepcję wizualnego symbolu święta.
28 czerwca prezydent Zełenski skierował do Rady Najwyższej projekt ustawy przesuwającej Dzień Państwowości z 28 lipca na 15 lipca. Sejm przyjął tę ustawę 14 lipca, głosując za ustawą 241 posłów. Przyjęcie ustawy nastąpiło zbyt późno, aby prezydent Zełenski mógł ją podpisać przed 15 lipca, więc rok 2023 stał się ostatnim rokiem, w którym święto obchodzono 28 lipca.